# 美玉乡
美玉乡，是中华人民共和国西藏自治区昌都市左贡县下辖的一个乡镇级行政单位。

## 行政区划
美玉乡下辖以下地区：
美玉村、卡扎村、日雪村、俄龙村、斜库村、边玉村、乌碧村和然仲村。